# تيريزا هلاديكوفا
تيريزا هلاديكوفا (بالتشيكية: Tereza Hladíková) هي لاعبة كرة مضرب تشيكية من مواليد 14 أبريل 1988 في فالاشسكي ميزيريتشي بتشيكوسلوفاكيا. تلعب باليد اليمنى. أعلى تصنيف لها في الفردي كان المركز الـ 197 في أبريا 2009، وأعلى تصنيف لها في الزوجي كان المركز الـ 186 في ماي 2009.

## روابط خارجية
- تيريزا هلاديكوفا على موقع رابطة محترفات التنس (الإنجليزية)
- تيريزا هلاديكوفا على موقع الاتحاد الدولي لكرة المضرب (الإنجليزية)